# Cholinechloride
Cholinechloride is een quaternair ammoniumzout van zoutzuur, met als brutoformule C5H14ClNO. De stof komt voor als kleurloze tot witte hygroscopische kristallen, die oplosbaar zijn in water. Cholinechloride is een choline-derivaat.

## Synthese
Cholinechloride wordt in een laboratorium bereid door methylering van dimethylethanolamine met methylchloride.
Op industriële schaal wordt het gesynthetiseerd uit etheenoxide, zoutzuur en trimethylamine:

## Toepassingen
Cholinechloride wordt gebruikt als additief in dierenvoer, voornamelijk bij kippenvoer, om de groei te stimuleren. Het vormt met ureum een eutectische ionaire oplossing.